# John Lyons (chính khách Dublin)
John Lyons (sinh ngày 3 tháng 6 năm 1977) là một cựu chính khách của đảng Lao động Ailen, từng là một Teachta Dála (TD) tại khu vực Dublin North-West từ 2011 đến 2016.
Là con trai của John và Josie Lyons, ông đã tham dự Trinity toàn diện (lúc đó được gọi là Toàn diện của Ballymun).
Ông học tại Đại học Maynooth, lấy bằng BA và HDip, sau đó ông học giáo dục đặc biệt tại Trinity College Dublin.
Ông là người đồng tính công khai và là một trong hai thành viên LGBT công khai đầu tiên của Dáil Éireann, cùng với Dominic Hannigan của Meath East.
Ông mất ghế tại tổng tuyển cử năm 2016 2016.